# أليسيا مياريز فيرنانديز
أليسيا مياريس فرنانديز هي فيلسوفة إسبانية، وناشطة نسوية وباحثة وناشطة في مجال حقوق المرأة. عملت متحدثة باسم العديد من المنظمات النسوية بما في ذلك المنظمات التي تقف ضد تأجير الأرحام. شاركت في الجهود الساعية لجعل الإجهاض قانونيًا وفي كتابة بيان عام 2014 لحركة إل ترين دي لا ليبرتاد. كانت مياريس فرنانديز نشطة في الدفاع عن القضايا النسوية قبل الانتخابات العامة الإسبانية لعام 2019.
حصلت مياريس على درجة الدكتوراه في الفلسفة من جامعة أوفييدو حول الوجود النسائي في الأدوار المنتخبة للحكومة الإسبانية. وهي رئيسة قسم الفلسفة وأستاذة في معهد بارلا لعلوم الإنسان في مدريد. وقد نالت العديد من الجوائز عن عملها.

## النسوية والنشاط في مجال حقوق المرأة
مياريس فرنانديز هي فيلسوفة إسبانية، ناشطة نسوية، باحثة وناشطة في مجال حقوق المرأة. وهي رئيسة منظمة نو سوموس فازيخاس (نحن لسنا سفن) وهي منظمة نسوية مناهضة لتأجير الأرحام ساهمت مياريس في تأسيسها عام 2015.
تتبنى مياريس فرنانديز فلسفة نسوية تقول: «انتهى عهد الكلمات الطيبة». وقد قالت: «المساواة والديمقراطية يجب أن يكونا نفس الشيء تقريبًا، الديمقراطية بدون مساواة لن تكون حقيقية». تشمل معتقداتها النسوية أن أجساد النساء ليست ممتلكات استهلاكية. جادلت مياريس فرنانديز بأن النظام التعليمي الإسباني قد عمل على تقويض حقوق المرأة من المماطلة في تحقيق المساواة.
كتبت مياريس فيرنانديز البيان الرسمي لإل ترين دي لا ليبرتاد لعام 2014. يمثل بيانها لحظة فارقة في الحركة النسوية الإسبانية.
نظمت مؤسسة أتينيا مؤتمرًا حول النوع الاجتماعي والإندماج في نوفمبر 2016. وكان من بين المتحدثين أليسيا مياريز، كارلوس مولينا، ماريا بازوس، ماريا ديل مار غارسيا كالفينتي، سوليداد مورواغا، لينا غالفيز، أوكتافيو سالازار، بياتريز رانيا وبيلار فوروندا. شاركت في عام 2017 في مناظرة حول تأجير الأرحام في إسبانيا واقتبست منها صحيفة الباييس قولها: « أعتقد أن من أقوى رغبات الناس أن يكونوا آباء. هناك دراما واقعية: النساء اللواتي ليس لديهن رحم، من عانين من مرض السرطان أو في حالة الأزواج مثليي الجنس .. كيف لي ألا أفهم ذلك الإحباط؟ لكن لا يمكنك أن تضع رغباتك فوق الحقوق .. الجسد هو الحد لما يمكن شراؤه وبيعه».
في يوليو 2018، شاركت مياريز فيرنانديز في المدرسة النسوية الخامسة عشر روزاري دي أكونيا في خيخون. تحدثت في المؤتمر عن التحرش الجنسي الذي تتعرض له النساء قائلةً: «أعتقد أنهم غير متكافئين في الوقت الحاضر. عندما تقول امرأة لشخص ما أنه وسيم فهي تعبر عن حقيقة جسدية بأن الرجل وسيم للغاية، في حين أنه عندما يثني الرجل بنفس السياق فإنه يريد أن يقول شيئًا آخر يقصد به: إن أردت ذلك، فإن جسدي يلائم جسدك»
في سبتمبر عام 2018، كان هناك 30 عائلة عالقة في كييف وغير قادرين على المغادرة مع الأطفال الذين كانوا قد أنجبوهم باستخدام استئجار الأرحام. وبصفتها الناطقة الرسمية باسم منظمة نو سوموس فازيخاس، تحدثت مياريز فيرنانديز معارضةً ورافضةً جهودهم في المحاولة للمغادرة بصحبة هؤلاء الأطفال، مدعيةً أن هذه العائلات كانت تحاول ارتكاب عملية احتيال غير قانونية.
في نوفمبر 2018 ، شاركت مياريس فرنانديز في يوم الأمومة المستضعفة في فالنسيا. شاركت كمتحدثة باسم كلا منظمتي نو سوموس فازيخاس وريكاف.
قبل الانتخابات العامة الإسبانية لعام 2019 ، كانت مياريس فرنانديز صريحة للغاية بشأن مناهضة تأجير الأرحام. في 9 أبريل 2019، كانت مياريس فرنانديز جزءًا من مجموعة من الناشطات النسويات الإسبانيات اللواتي نشرن بيانهن الداعي لإلغاء عقوبة البغاء واستئجار الرحم للأهداف النسوية التي أردن رؤيتها في البيانات الحزبية قبل الانتخابات العامة لعام 2019.